# Споменик Миловану Глишићу
Споменик Миловану Глишићу се налази у Ваљеву, подигнут је 1968. године.
Споменик књижевнику Миловану Глишићу (1847—1908) подигнут је на излазу из града према Ужицу, непосредно уз реку Градац. Дело је вајара Миодрага Живковића, висине три метра, урађен од белог мермера.